# Демократическая крестьянская партия Германии

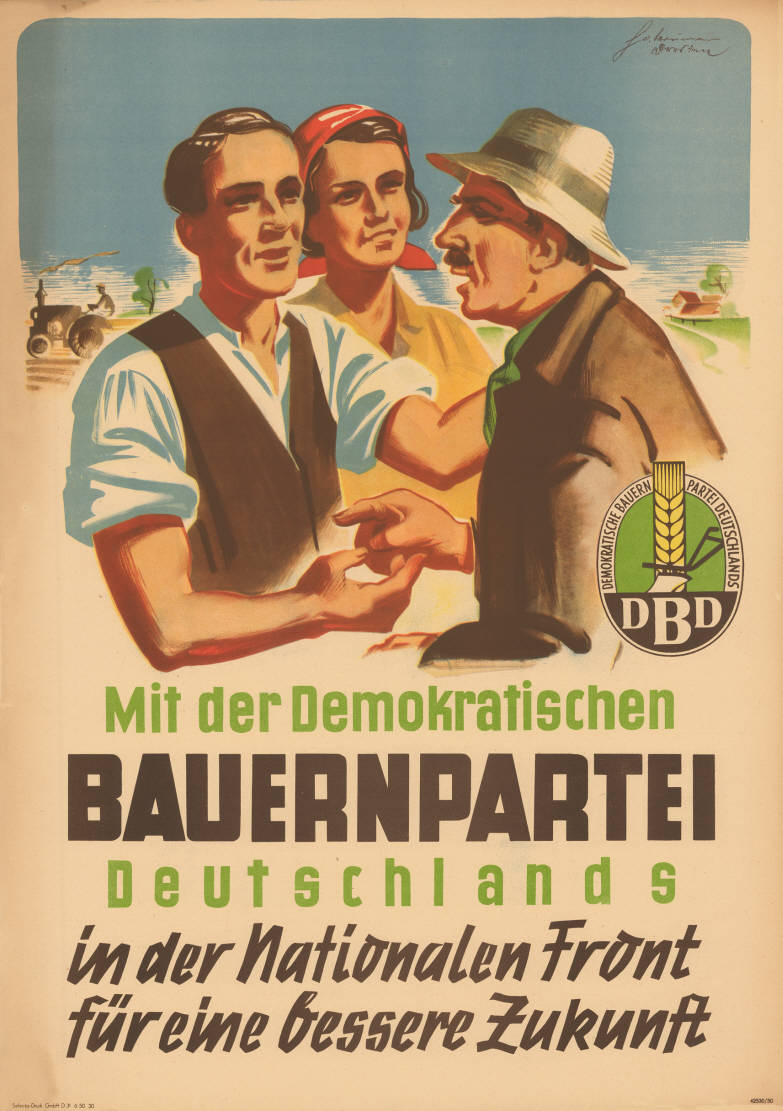
Плакат ДКПГ. 1950 год

Демократическая крестьянская партия Германии (ДКПГ; нем. Demokratische Bauernpartei Deutschlands, DBD) — аграрная левая партия в Германской Демократической Республике (ГДР), существовала с 1948 года по 1990 год.
Демократическая крестьянская партия Германии была образована 29 апреля 1948 года в Советской зоне оккупации Германии. В 1990 году вошла в состав ХДС.

## Организационная структура

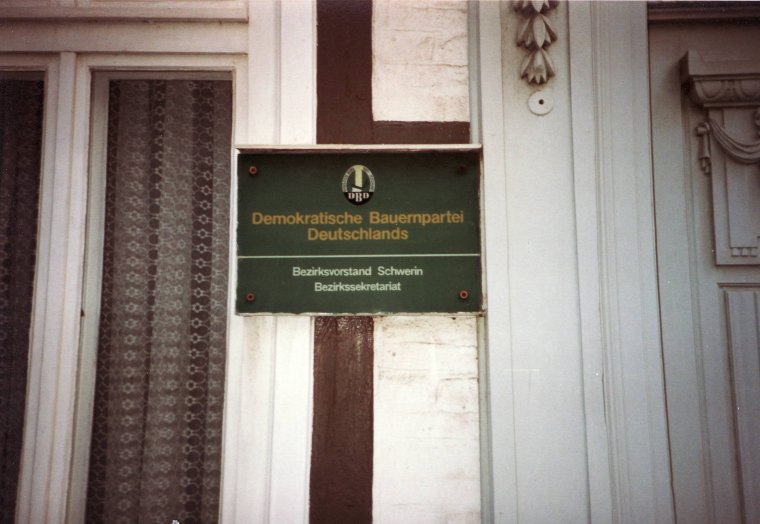
Окружная ассоциация ДКПГ в округе Шверин. Фото 1990 года

ДКПГ состояла из окружных ассоциаций (bezirksverband) (до 1952 года — земельных организаций (landesverband)) по одной на округ, окружные организации из районных организаций (kreisverband) по одной на район, районные организации из местных групп (ortsgruppe) по одной на общину.
Высший орган — Партийный съезд (Parteitag), между партийными съездами — Центрального правление (Zentralvorstand), высшее должностное лицо — Партийный председатель (Parteivorsitzender), высший контрольный орган — партийный арбитражный суд (parteischiedsgericht), высший ревизионный орган — Центральная ревизионная комиссия (Zentrale revisionskommission).
Окружные ассоциации
Окружные ассоциации соответствовали округам.
Высший орган окружной ассоциации — окружная конференция (bezirksdelegiertenkonferenz), между окружными конференциями — окружное правление (bezirksvorstand), высшее должностное лицо окружной ассоциации — окружной председатель (bezirksvorsitzender), контрольный орган окружной ассоциации — окружной партийный арбитражный суд (bezirksparteischiedsgericht), ревизионный орган окружной ассоциации — окружная ревизионная комиссия (bezirksrevisionskommission).
До 1952 года вместо окружных ассоциаций существовали земельные ассоциации (landesverband). Высший орган земельной ассоциации — земельная конференция (landesdelegiertenkonferenz), между земельными конференциями — земельное правление (landesvorstand), высшее должностное лицо земельной ассоциации — земельный председатель (landesvorsitzender), контрольный орган земельной ассоциации — земельный партийный арбитражный суд (landesparteischiedsgericht), ревизионный орган земельной ассоциации — земельная ревизионная комиссия (landesrevisionskommission).
Районные ассоциации
Районные ассоциации соответствовали районам.
Высший орган районной ассоциации — районная конференция (kreisdelegiertenkonferenz), между районными конференциями — районное правление (kreisvorstand), высшее должностное лицо районной ассоциации — районный председатель (kreisvorsitzender), контрольный орган районной ассоциации - районный партийный арбитражный суд (kreisparteischiedsgericht), ревизионный орган районной ассоциации — районная ревизионная комиссия (kreisrevisionskommission).
Местные ассоциации
Местные ассоциации соответствовали общинам.
Высший орган местной ассоциации — общие собрания (mitgliederversammlung), между общими собраниями — местное правление (ortsvorstand), высшее должностное лицо местных ассоциации — местный председатель (ortsvorsitzender).
Учебное заведение — Центральная партийная школа (Zentralen Parteischule).
Центральный печатный орган — «Крестьянское эхо».

## Председатели
- Ernst Goldenbaum 1948—1982
- Ernst Mecklenburg 1982—1987
- Гюнтер Малойда 1987—1990, 1989/90 предпоследний президент Народной палаты
- Ulrich Junghanns 1990